# USS Samuel B. Roberts (DE-413)
Pour les autres navires du même nom, voir USS Samuel B. Roberts.
L'USS Samuel B. Roberts (DE-413) est un destroyer d'escorte de classe John C. Butler construit pour la Marine des États-Unis pendant la Seconde Guerre mondiale. 
Premier navire nommé d'après le barreur Samuel Booker Roberts, Jr. (récipiendaire de la Navy Cross), sa quille est posée le 6 décembre 1943 au chantier naval Brown Shipbuilding (en) à Houston, au Texas. Il est lancé le 20 janvier 1944 et mis en service le 28 avril 1944 sous le commandement du lieutenant commander Robert Witcher Copeland.     

## Historique
Le Samuel B. Roberts effectue une croisière inaugurale au large des Bermudes du 21 mai au 19 juin 1944. Après avoir passé du temps à Boston Navy Yard, il rejoint Norfolk le 11 juillet qu'il quitte onze jours plus tard en empruntant le canal de Panama le 27 juillet. Il rejoint la flotte du Pacifique à Pearl Harbor le 10 août. 
Le Samuel B. Roberts dirige des exercices d'entraînement autour des îles hawaïennes, avant de rejoindre un convoi le 21 août qui atteint l'atoll d'Eniwetok le 30 août. Le 2 septembre, le Roberts rentre à Pearl Harbor en compagnie d'un convoi le 10 septembre. Après une formation plus poussée, le destroyer escorte un convoi à destination d’Eniwetok qu'il atteint le 30 septembre. Il rejoint ensuite Manus, dans le Pacifique Sud-Ouest, où il est affecté à l'unité opérationnelle 77.4.3, surnommée « Taffy 3 ». Il rejoint donc au sein du groupe le golfe de Leyte, au large de l'est des Philippines où il commence à son arrivée ses opérations avec le Northern Air Support Group au large de l'île de Samar. 

### Bataille de Samar
Le Samuel B. Roberts participe à la bataille de Samar, une victoire improbable dans laquelle une force relativement petite de navires de guerre américains empêchait une force japonaise nettement supérieure en nombre d’attaquer la flotte d’invasion amphibie au large de la grande île philippine de Leyte. Cette force d'ensemble composée de destroyers, destroyers d'escortes et porte-avions de l'unité Taffy 3 a été déployée par inadvertance pour repousser une flotte de cuirassés, croiseurs et destroyers japonais fortement armés au cours de cette action cruciale de l'île de Samar, lors de la bataille du golfe du Leyte d'octobre 1944. Le 25 octobre au matin, l'USS Samuel Roberts, qui suivait les destroyers USS Hoel et USS Heermann, et dont la vitesse maximale prévue était de 23 nœuds a réussi à atteindre 28 nœuds pour se rapprocher à moins de 5 km du croiseur lourd Chokai, lui lancer trois torpilles qui l'ont atteint à la poupe, et lui tirer plusieurs centaines de coups de 127 mm dans les superstructures. L'USS Samuel B. Roberts engage ensuite le Chikuma qui tirait sur l'USS Gambier Bay. Le destroyer est rapidement accablé par les croiseurs qui assaillaient le porte-avions, l'équipage a combattu jusqu'à la dernière extrémité, comme le chef canonnier de la tourelle arrière de 127 mm, Paul H. Carr,, et le destroyer d'escorte a coulé vers 9 h.
Après la bataille, le Samuel B. Roberts reçut l'appellation « le destroyer d'escorte qui se battait comme un cuirassé ». Il fut rayé du Naval Vessel Register le 27 novembre 1944.

## Décorations
Le Samuel B. Roberts a reçu la Presidential Unit Citation au sein du Task Unit 77.4.3 pour son « héroïsme extraordinaire en action », ainsi qu'une battle stars pour son service dans la Seconde Guerre mondiale . 

## Monuments commémoratifs
- À l'US Naval Academy, à Alumni Hall, un concours est dédié au lieutenant Lloyd Garnett et à ses compagnons de bord du Samuel B. Roberts, qui ont acquis la réputation d'être « l'équipage héroïque du destroyer d'escorte qui se battait comme un cuirassé » lors de la bataille de golfe de Leyte.
- Dans le cimetière militaire fédéral de Fort Rosecrans, à San Diego, en Californie, un grand mémorial de granit a été dédié en 1995 aux destroyers Samuel B. Roberts, USS Hoel et USS Johnston.

## Épave
L'épave est découverte le 22 juin 2022 par l'explorateur américain Victor Vescovo et l'océanographe français Jérémie Morizet,, à bord du submersible Limiting Factor. Elle gît par 6 895 mètres de fond dans la fosse des Philippines au large de Samar. C'est aujourd'hui l'épave la plus profonde jamais découverte.
La détection du Samuel B. Roberts a nécessité la mise en œuvre du premier sonar à balayage latéral 11 000 mètres de l'histoire, intégré par la société Deep Ocean Search Limited.
Victor Vescovo avait également découvert l'épave de l'USS Johnston en 2019 qui détenait jusqu'alors le précédent record de profondeur.

## Dans la culture populaire
L'émission de télévision Star Trek : Deep Space 9 présentait un vaisseau spatial appelé « Samuel B. Roberts » dans l'épisode de 1999 What You Leave Behind. Le croiseur de la classe Miranda apparaît brièvement comme navire de fond lors de la bataille finale de la guerre du Dominion.
Le navire a fait l’objet de maquettes à l’échelle : 
- Maquette en plastique à l’échelle 1/700e, de PitRoad / Skywave[10].
- Maquette en bois à l'échelle 1/16e de BlueJacket Shipcrafters, Inc[11].